# Messier 79
Messier 79 (NGC 1904) é um aglomerado globular localizado a mais de sessenta mil anos-luz de distância na direção da constelação da Lebre. Possui uma magnitude aparente de +7,7, uma declinação de -24º 31' 27" e uma ascensão reta de 5 horas, 24 minutos e 10,6 segundos.
O aglomerado globular NGC 1904 foi descoberto em 1780 por Pierre Méchain.
Supõe-se estar associado com a galáxia anã de Canis Maior.

## Descoberta e visualização

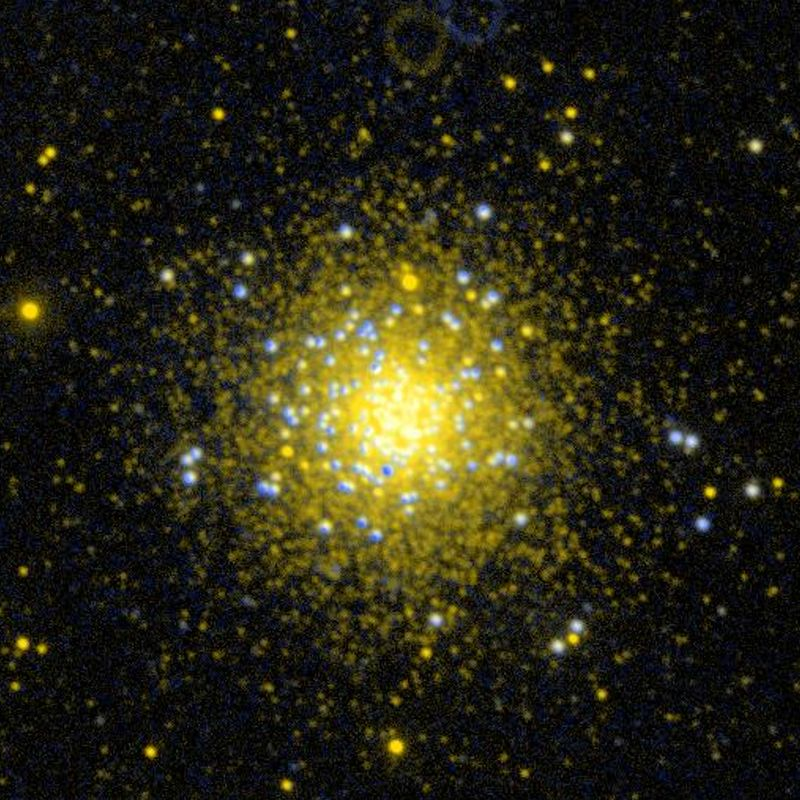
Messier 79, GALEX

A nebulosa foi descoberta pelo astrônomo francês Pierre Méchain em 26 de outubro de 1780, sendo catalogado pelo seu colega de observatório, Charles Messier, em 17 de dezembro daquele ano. William Herschel foi o primeiro a resolver suas estrelas mais brilhantes em 1784.

## Características
O aglomerado globular está em uma posição incomum na esfera celeste para um objeto desse tipo, no hemisfério oposto ao núcleo da Via-Láctea. Está situado a cerca de 40 000 anos-luz em relação à Terra, mas cerca de 60 000 anos-luz em relação ao centro galáctico.
Seu diâmetro aparente de 9,6 minutos de grau corresponde a um diâmetro real de 118 anos-luz. Está se afastando do Sistema Solar a uma velocidade de cerca de 200 km/s. Contém apenas 7 estrelas variáveis conhecidas.
Suspeita-se que M79 não seja originalmente pertencente à Via-Láctea, mas sim de uma de suas galáxias satélite, a Galáxia Anã do Cão Maior, que está atualmente muito próxima do plano galáctico da Via-Láctea e  está sendo dilacerada por ela. Além de M79, outros aglomerados globulares suspeitos de pertencerem à galáxia do Cão Maior são NGC 1851, NGC 2298 e NGC 2808.

## Galeria

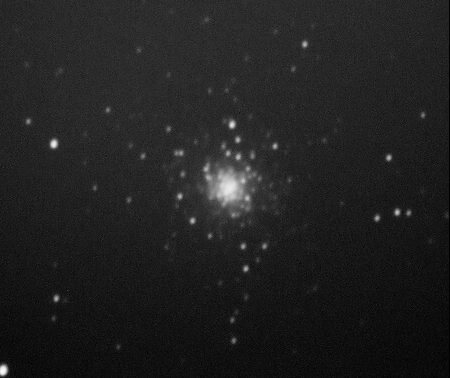
Messier 79, Ole Nielsen
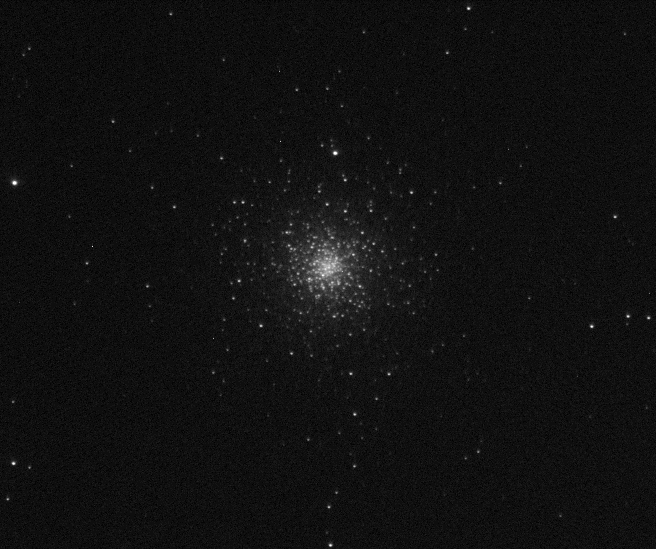
Messier 79, Observatório de Siding Spring
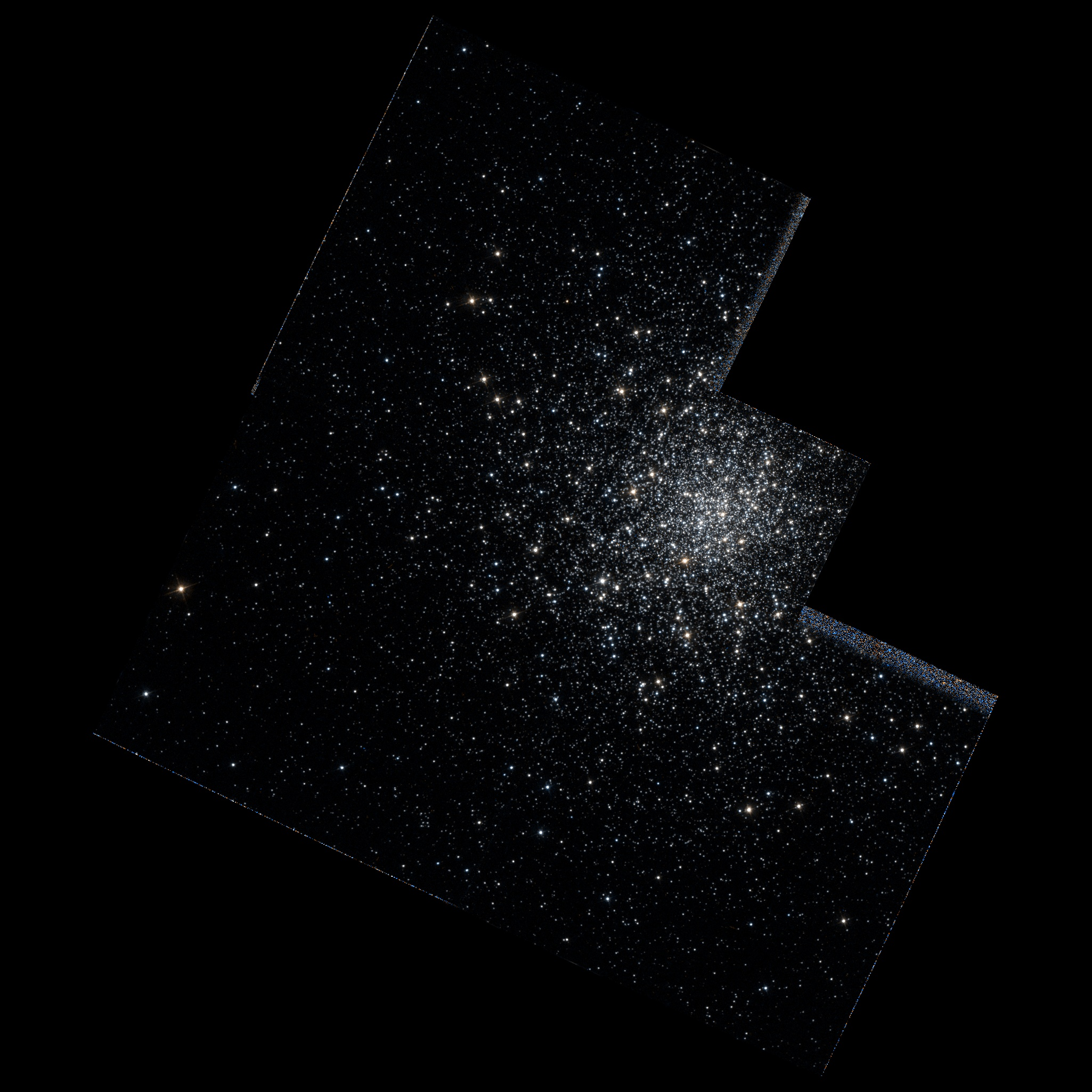
Messier 79, Telescópio Espacial Hubble